# Bahnhof Asahikawa
Der Bahnhof Asahikawa (jap. 旭川駅, Asahikawa-eki) ist ein Bahnhof auf der japanischen Insel Hokkaidō. Er befindet sich in der Unterpräfektur Kamikawa auf dem Gebiet der Stadt Asahikawa und ist ein wichtiger Verkehrsknotenpunkt.

## Verbindungen
Asahikawa ist der End- bzw. Ausgangspunkt von vier Linien, die alle von der Bahngesellschaft JR Hokkaido betrieben werden. Der Bahnhof ist somit einer der bedeutendsten Knotenpunkte des Schienenverkehrs auf Hokkaidō. In Richtung Westen verläuft die wichtigste Bahnstrecke der Insel, die Hakodate-Hauptlinie nach Sapporo und Hakodate. Nordwärts verläuft die Sōya-Hauptlinie nach Wakkanai, südwärts die Furano-Linie nach Furano. Ebenso verkehren ab Asahikawa sämtliche Züge auf der Sekihoku-Hauptlinie, die im 3,7 km entfernten Bahnhof Shin-Asahikawa von der Sōya-Hauptlinie abzweigt und nach Abashiri führt.
Auf der Hakodate-Hauptlinie stellt der im 30- oder 60-Minuten-Takt verkehrende Schnellzug Super Kamui die schnellste Verbindung mit Sapporo her, wobei die Fahrtzeit für die 136,8 km lange Strecke eine Stunde und 25 Minuten beträgt. Auf der Sōya-Hauptlinie gibt es täglich zwei Schnellzugpaare Super Sōya und ein Schnellzugpaar Sarobetsu, beide auf der Verbindung Sapporo–Asahikawa–Wakkanai. Auf der Sekihoku-Hauptlinie verkehrt viermal täglich der Schnellzug Ochotsk von Sapporo über Asahikawa nach Abashiri. Hinzu kommen auf den drei genannten Linien in unregelmäßigen Abständen verkehrende Regionalzüge. Dem Lokalverkehr vorbehalten ist die Furano-Linie, ergänzt um einen Nostalgiezug an Wochenenden.
Auf dem Bahnhofsvorplatz befindet sich ein Busterminal, der von Stadt- und Regionallinien mehrerer Gesellschaften bedient wird.

## Anlage
Der Bahnhof liegt am südlichen Rand des Stadtzentrums nahe dem Ufer des Flusses Chūbetsu-gawa. Es handelt sich um einen Durchgangsbahnhof auf einem breiten Viadukt, der von einer dreigeschossigen Bahnhofshalle umschlossen ist. Der Eingang ist ebenerdig, das zweite Geschoss dient als Verteilerebene. Die sieben überdachten Gleise befinden sich im obersten Geschoss an drei Mittelbahnsteigen und an einem Seitenbahnsteig.
Die heutige Anlage entstand nach Plänen des Architekten Hiroshi Naito. Ausführende Unternehmen waren die Konzerne Shimizu und Kumagai Gumi. Die 180 Meter lange und 22 Meter hohe Bahnhofshalle besteht aus mächtigen Stützstreben und Vorhangfassaden. Wände und Decken in den beiden unteren Ebenen sind mit Holzplatten verkleidet. Das Design wurde von der japanischen Vereinigung der Eisenbahnarchitekten und dem japanischen Institut für Beleuchtungstechnik ausgezeichnet.
Im Erdgeschoss sind verschiedene Serviceeinrichtungen, Läden, Restaurants und das städtische Touristeninformationszentrum zu finden, ebenso eine Kunstgalerie (Außenstelle des Asahikawa-Bildhauereimuseums). Unmittelbar nordwestlich des Bahnhofs (mit direkter Verbindung) steht das im Jahr 2015 eröffnete Einkaufszentrum Æon Mall (イオンモール). Gegenüber dem Haupteingang beginnt die Einkaufsstraße Heiwadōri (平和通), Japans erste permanente Fußgängerzone.

## Bilder

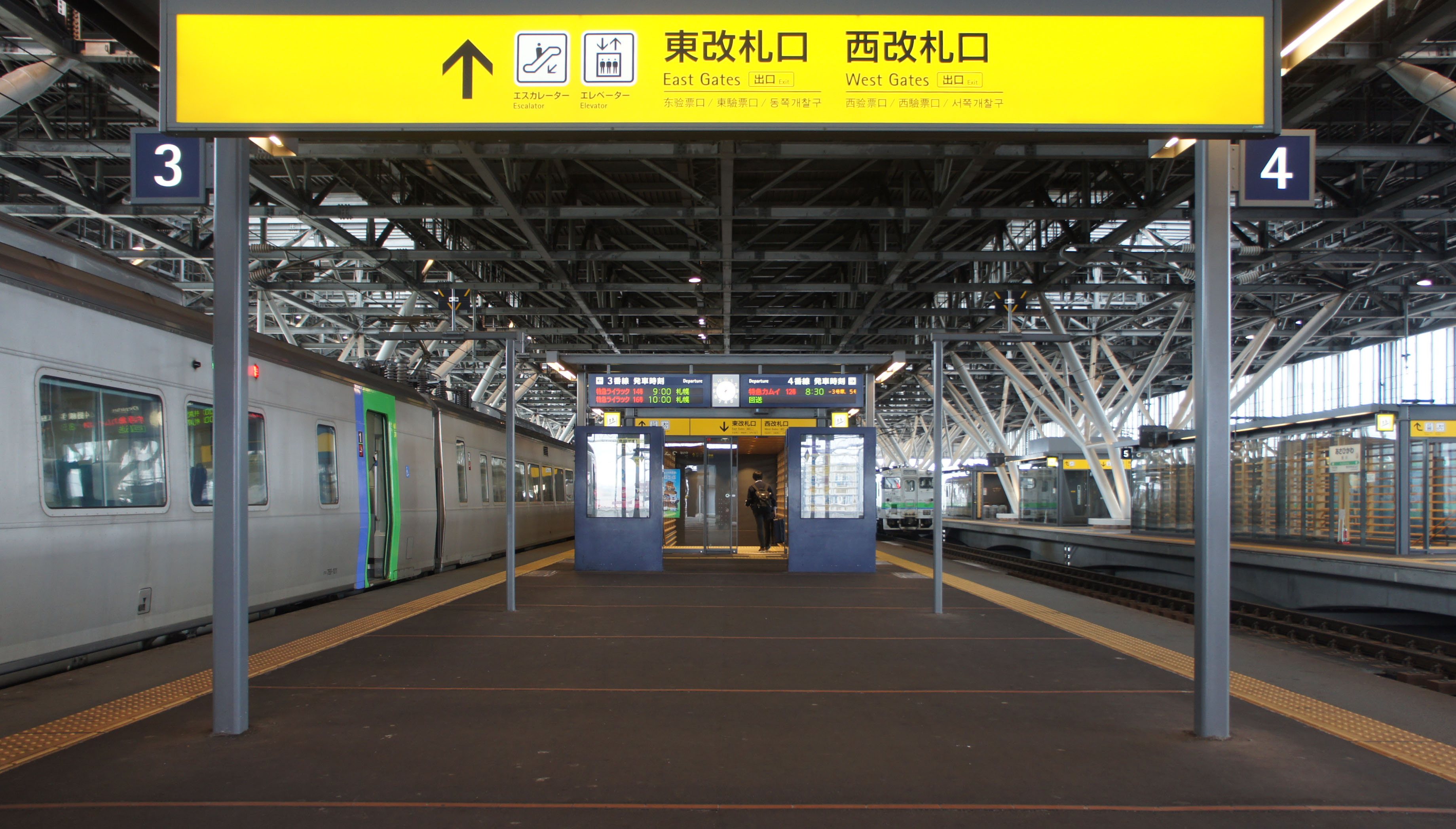
Bahnsteig 3/4
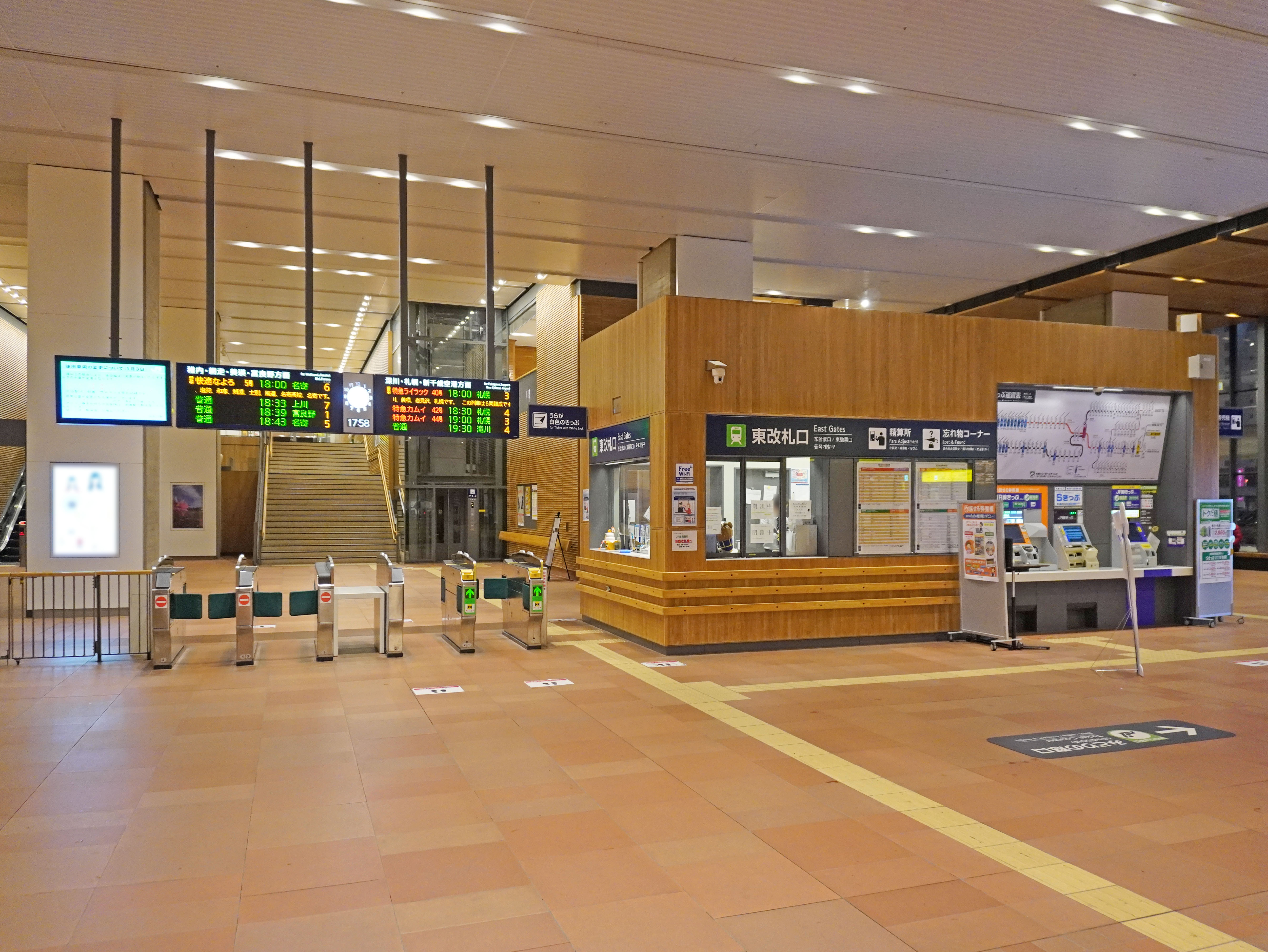
Bahnsteigsperren
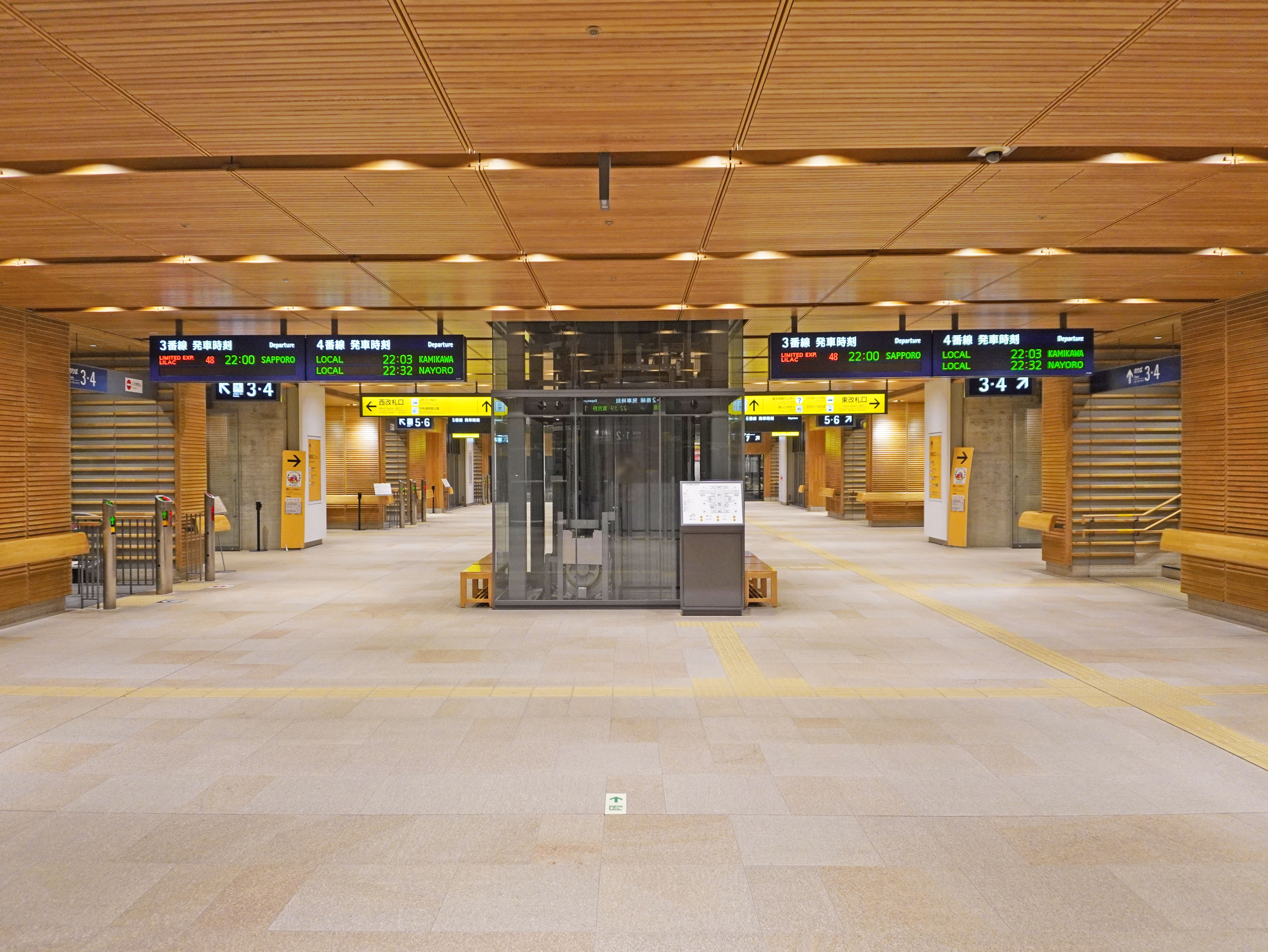
Verteilerebene
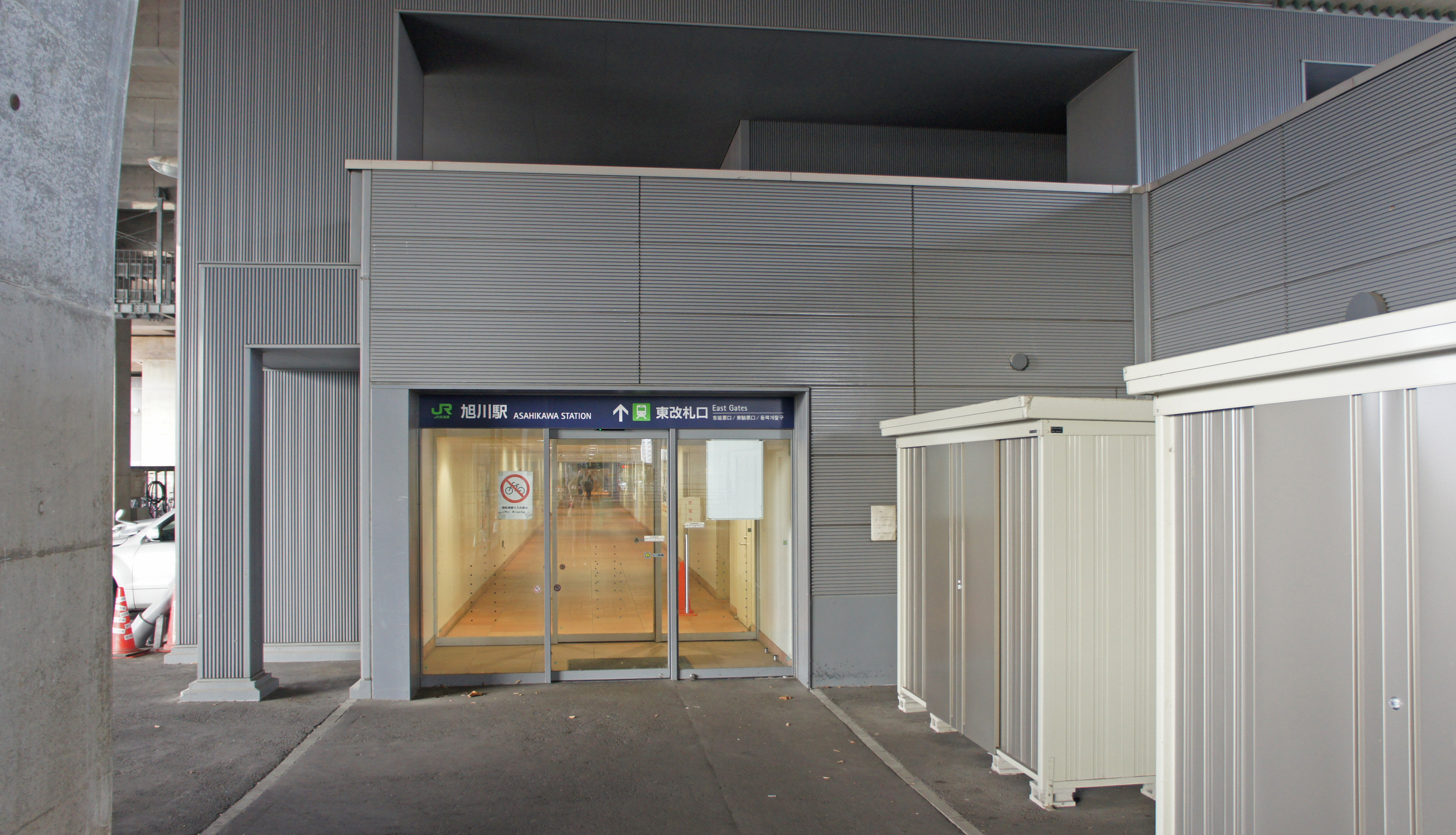
Osteingang
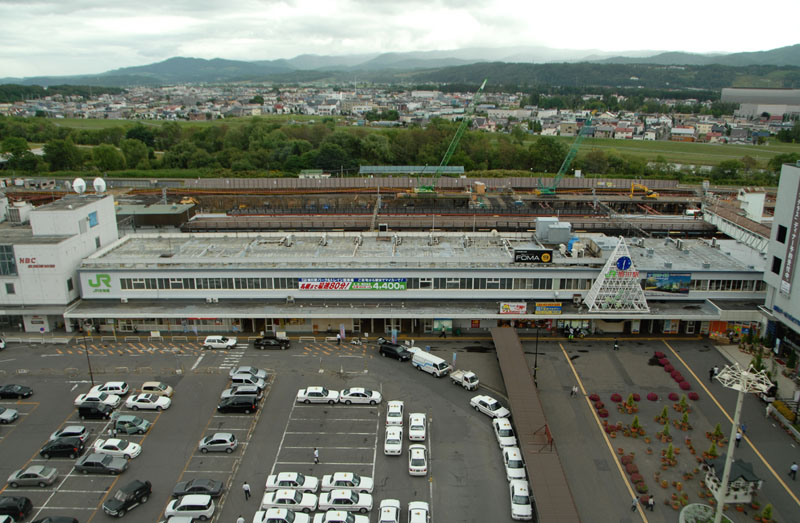
Alter Bahnhof (August 2006)
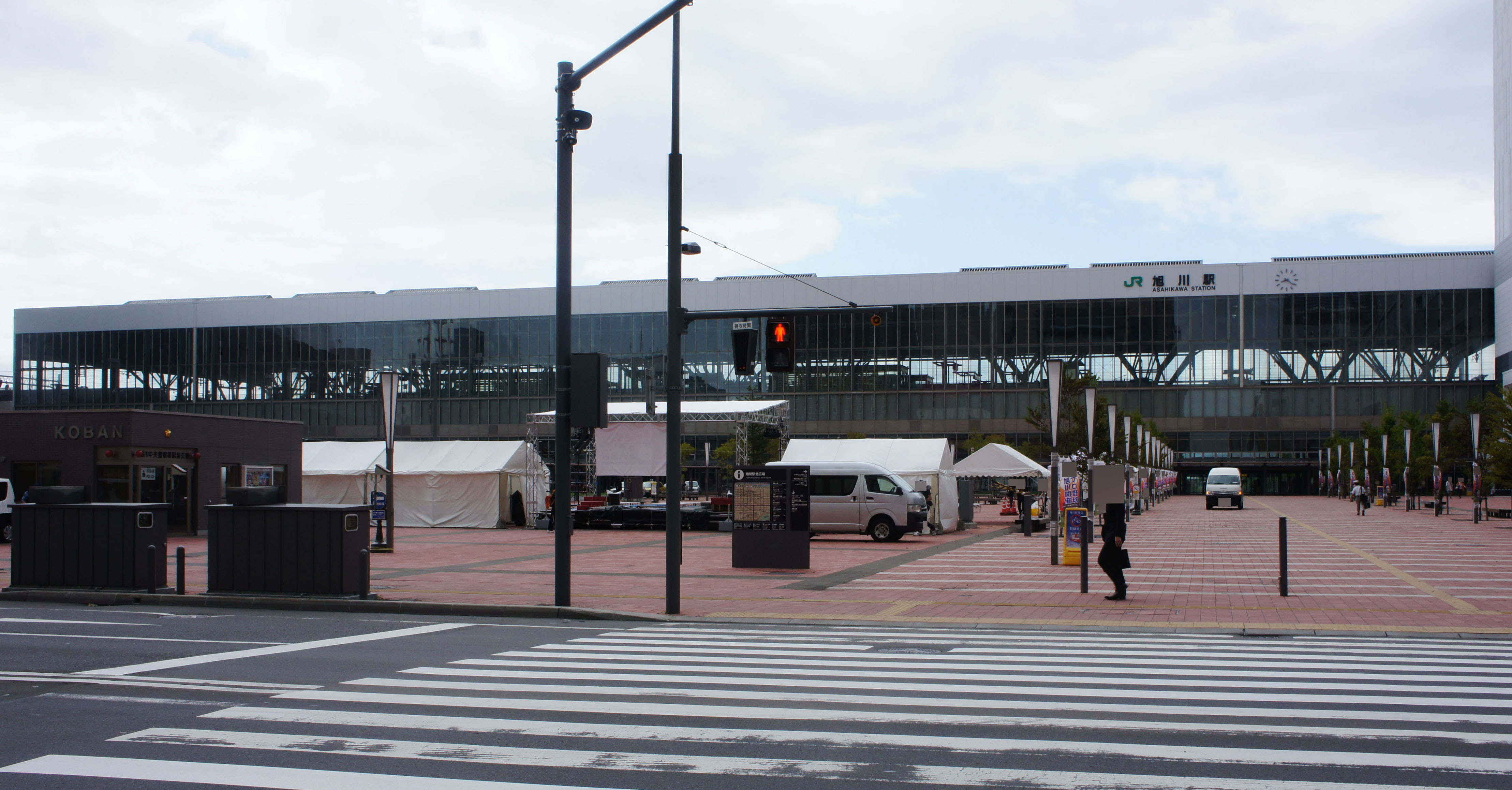
Nordausgang

## Gleise

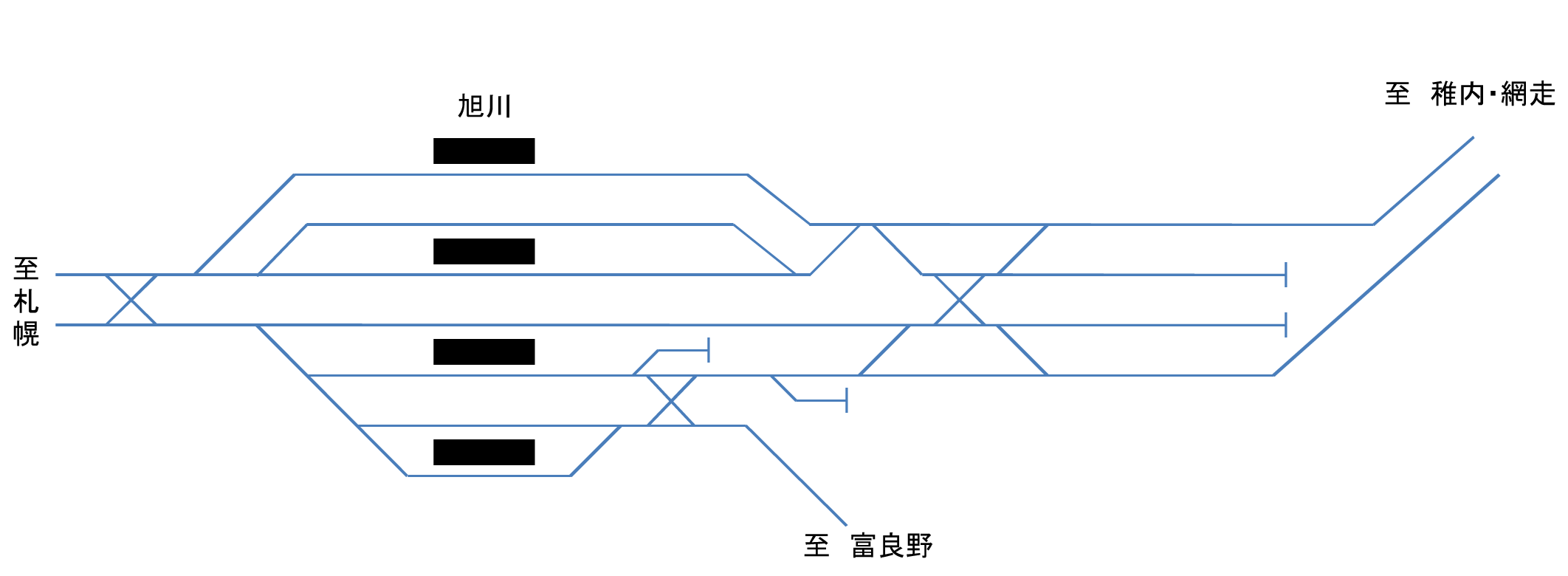
Gleisplan

| 1 • 2 | ▉ Furano-Linie        | Furano                                         |
| 3 • 4 | ▉ Hakodate-Hauptlinie | Fukagawa • Takikawa • Iwamizawa • Sapporo      |
| 5 • 6 | ▉ Sōya-Hauptlinie     | Nayoro • Wakkanai                              |
| 5 • 6 | ▉ Sekihoku-Hauptlinie | Engaru • Kitami • Abashiri                     |
| 7     | ▉ flexibel            | ankommende und abfahrende Züge sowie Güterzüge |

## Linien
| Verlauf der Hakodate-Hauptlinie |
| --- |
| Hakodate • Goryōkaku • Kikyō • Ōnakayama • Nanae • Shin-Hakodate-Hokuto • Niyama • Ōnuma • Ōnumakōen • Akaigawa • Komagatake • Mori • Katsuragawa • Ishiya • Hon-Ishikura • Ishikura • Otoshibe • Nodaoi • Yamakoshi • Yakumo • Washinosu • Yamasaki • Kuroiwa • Kita-Toyotsu • Kunnui • Oshamambe • Futamata • Warabitai • Kuromatsunai • Neppu • Mena • Rankoshi • Konbu • Niseko • Hirafu • Kutchan • Kozawa • Ginzan • Shikaribetsu • Niki • Yoichi • Ranshima • Shioya • Otaru • Minami-Otaru • Otaru-Chikkō • Asari • Zenibako • Hoshimi • Hoshioki • Inaho • Teine • Inazumikōen • Hassamu • Hassamuchūō • Kotoni • Sōen • Sapporo • Naebo • Shiroishi • Atsubetsu • Shinrinkōen • Ōasa • Nopporo • Takasago • Ebetsu • Toyohoro • Horomui • Kami-Horomui • Iwamizawa • Minenobu • Kōshunai • Bibai • Chashinai • Naie • Toyonuma • Sunagawa • Takikawa • Ebeotsu • Moseushi • Fukagawa • Osamunai • Chikabumi • Asahikawa Sawara-Zweigstrecke: Ōnuma • Chōshiguchi • Shikabe • Oshima-Numajiri • Oshima-Sawara • Kakarima • Oshironai • Higashi-Mori • Mori |

| Verlauf der Sōya-Hauptlinie |
| --- |
| Asahikawa • Asahikawa-Yojō • Shin-Asahikawa • Nagayama • Kita-Nagayama • Pippu • Ranru • Shiokari • Wassamu • Kembuchi • Shibetsu • Tayoro • Mizuho • Fūren • Nayorokōkō • Nayoro • Nisshin • Chiebun • Chihoku • Bifuka • Teshiogawa-Onsen • Sakkuru • Otoineppu • Osashima • Saku • Teshio-Nakagawa • Toikambetsu • Nukanan • Onoppunai • Minami-Horonobe • Horonobe • Shimonuma • Toyotomi • Kabutonuma • Yūchi • Bakkai • Minami-Wakkanai • Wakkanai |

| Verlauf der Sekihoku-Hauptlinie |
| --- |
| Asahikawa • Asahikawa-Yojō • Shin-Asahikawa • Minami-Nagayama • Higashi-Asahikawa • Sakuraoka • Tōma • Ikaushi • Aibetsu • Naka-Aibetsu • Antaroma • Kamikawa • Shirataki • Maruseppu • Setose • Engaru • Yasukuni • Ikutahara • Nishi-Rubeshibe • Rubeshibe • Ainonai • Higashi-Ainonai • Nishi-Kitami • Kitami • Hakuyō • Itoshino • Tanno • Hiushinai • Bihoro • Nishi-Memambetsu • Memambetsu • Yobito • Abashiri |

| Verlauf der Furano-Linie |
| --- |
| Asahikawa • Kaguraoka • Midorigaoka • Nishi-Goryō • Nishi-Mizuho • Nishi-Kagura • Nishi-Seiwa • Shimukappu • Chiyogaoka • Kita-Biei • Biei • Bibaushi • Kami-Furano • Nishinaka • Lavender Farm • Naka-Furano • Shikauchi • Gakuden • Furano |

## Geschichte

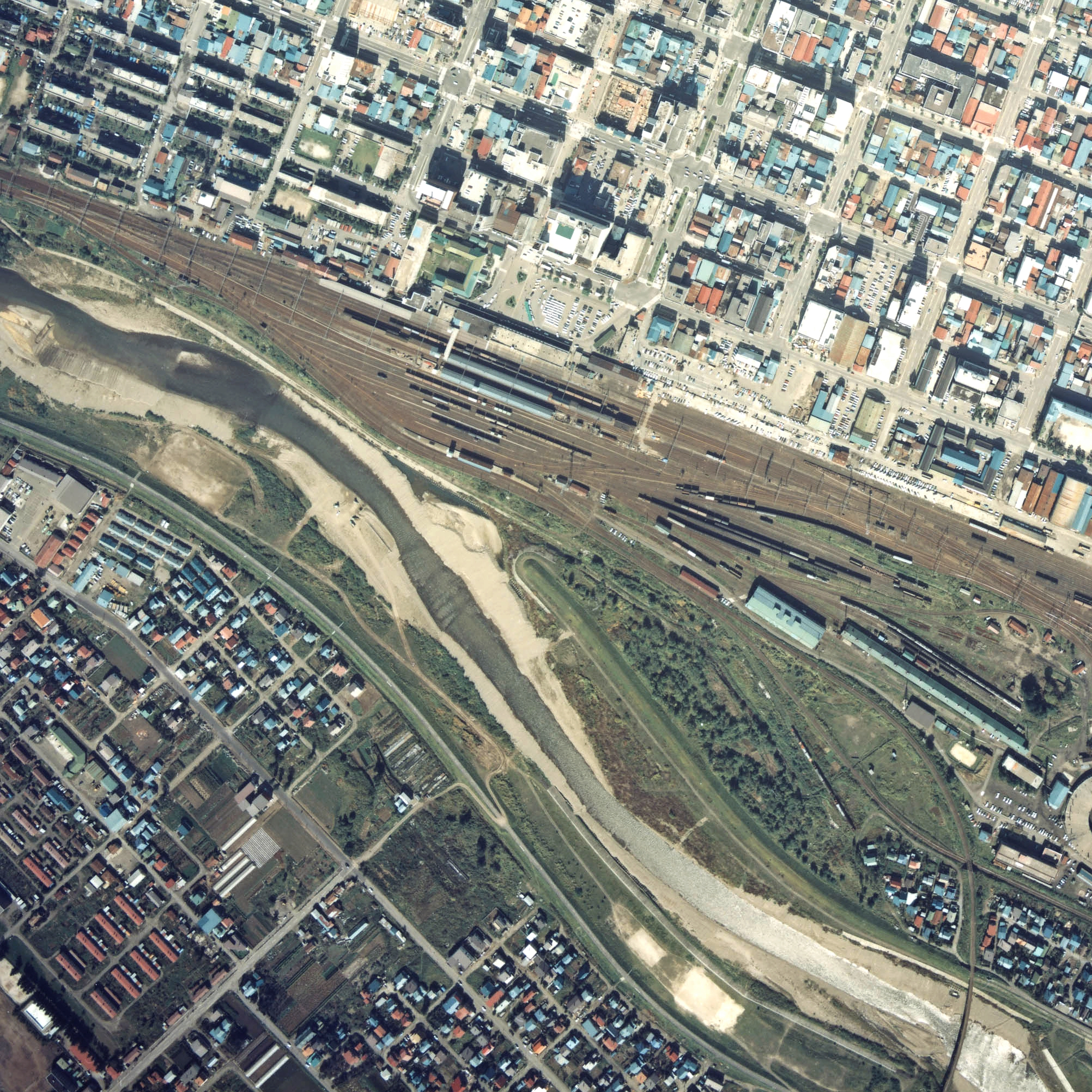
Luftansicht des alten Bahnhofs (1978)

Die staatliche Bahngesellschaft Hokkaidō Kansetsu Tetsudō eröffnete am 16. Juli 1898 den nördlichsten Streckenabschnitt der Hakodate-Hauptlinie zwischen der Sorachi-Brücke bei Sunagawa und Asahikawa. Am 12. August 1898 nahm sie das daran anschließende erste Teilstück der Sōya-Hauptlinie nach Nagayama in Betrieb. Drei Wochen später, am 1. September 1898, folgte die Eröffnung des ersten Abschnitts der Furano-Linie nach Biei. Somit war der Bahnhof Asahikawa bereits im ersten Betriebsjahr ein Verkehrsknotenpunkt. 1904 entstand ein neues Bahnhofsgebäude, das 1960 durch einen Neubau ersetzt wurde. Von 1930 bis 1956 führte eine Straßenbahnlinie zum Bahnhof.
Nach der Eröffnung einer neuen doppelspurigen Trasse von Takikawa durch das Ishikari-Tal nach Asahikawa am 1. Oktober 1969 wurde der Bahnhof erstmals von elektrisch betriebenen Zügen bedient. Ebenfalls elektrifiziert ist seit dem 10. Mai 2003 das anschließende Teilstück der Sōya-Hauptlinie bis zum Güterbahnhof Kita-Asahikawa am nördlichen Stadtrand. Im November 1973 bestimmte das Verkehrsministerium Asahikawa als nördlichen Endpunkt der Hokkaidō-Shinkansen. Dass diese Hochgeschwindigkeitsstrecke die Stadt jemals erreichen wird, gilt jedoch als unwahrscheinlich.
Aus Rentabilitätsgründen stellte die Staatsbahn am 1. November 1986 die Gepäckaufgabe ein. Im Rahmen der Privatisierung ging der Bahnhof am 1. April 1987 in den Besitz von JR Hokkaido über. Das Warenhaus im Kellergeschoss des Bahnhofs wurde 2004 nach 44-jähriger Betriebszeit geschlossen. 2010 riss man den Bahnhof ab und errichtete etwa 70 Meter südlich davon einen Neubau; dabei verlegte man etwa 3,5 km Bahnstrecke auf einen Viadukt. Die vollständige Inbetriebnahme des neuen Bahnhofs erfolgte am 23. November 2011.